# Fulakora gnoma
Fulakora gnoma es una especie de hormiga del género Fulakora, familia Formicidae. Fue descrita científicamente por Taylor en 1979.
Se distribuye por Islas Salomón. Se ha encontrado a elevaciones de hasta 914 metros.